# Malý beškovský vrch
Malý beškovský vrch (395 m n. m.), dříve Malý Beškovský kopec, je vrch v okrese Česká Lípa Libereckého kraje, v CHKO Kokořínsko – Máchův kraj, ležící asi 1,5 km východně od Křenova, na katastrálním území vsi Korce.
Vrch obklopují ze dvou stran vyšší a masivnější vrchy: z jihu Velký beškovský vrch a ze severu Vysoký vrch.

## Název
Vrch se dříve nazýval Beškovský kopec. Použití tohoto názvu je doloženo na státní mapě ještě v roce 1970. Na dalším vydání státní mapy z roku 1983 je už použit název Malý beškovský vrch. Též je rozšířené používání názvu s velkým písmenem B ve slově beškovský.

## Geomorfologické zařazení
Vrch náleží do celku Ralská pahorkatina, podcelku Dokeská pahorkatina, okrsku Polomené hory, podokrsku Housecká vrchovina a Beškovské části.

## Přístup
Nejbližší dojezd automobilem je k silnici Dubá – Luka, od které leží vrch jižně. Pěší cesty vedou kolem vrchu a po jeho severním a západním svahu. Z jihu stoupá cesta téměř až k vrcholu. V jižním sousedství vede modrá turistická stezka přes Velký beškovský vrch a na západě je dubský červený okruh.